# Jan Byrtus
Jan Byrtus (8. listopadu 1935, Mosty u Jablunkova – 27. července 1992, Ostrava) byl český fotograf.

## Život a tvorba

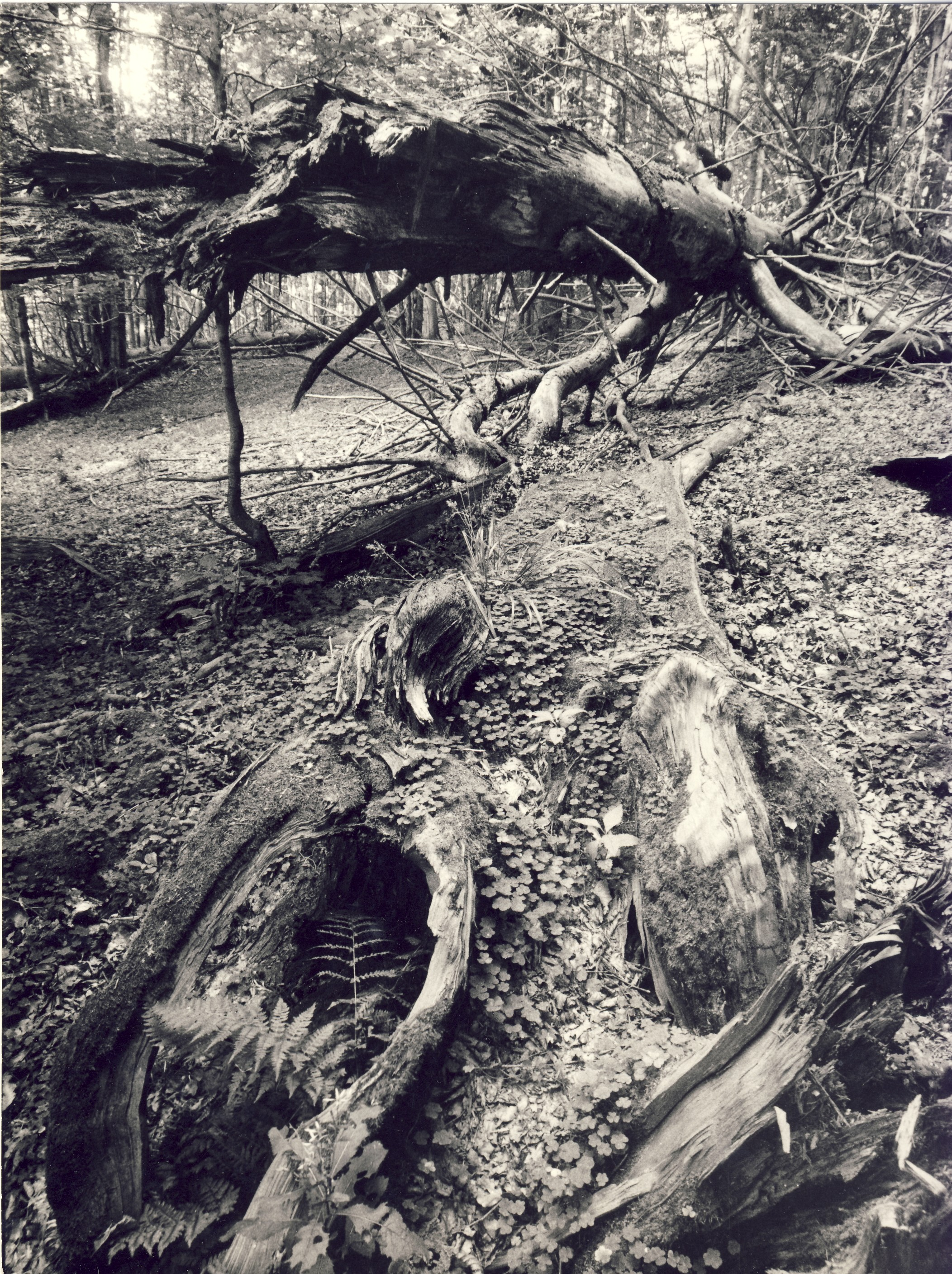
Prales Mionší

Byrtus se narodil 8. listopadu 1935 v Mostech u Jablunkova jako jediné dítě v rodině železničního dělníka Pavla Byrtuse. Jeho matka byla Eva Pyšková. Pracoval v dole, u železnice, v divadle a kulturním domě. První fotografie publikoval v roce 1960 a profesionálně začal fotografování provozovat v roce 1966, kdy nastoupil jako fotograf v Třineckých železárnách, kde působil téměř až do své smrti 27. července 1992.
Od počátku své tvůrčí práce se zaměřoval na přírodní prostředí, krajinu, sociální prostředí a portrét. Jeho fotografické soubory vznikaly celá léta a jejich datování je dáno výstavní prezentací: Hutní proměny (1965), Cikáni (1968), Hutě a hutníci (1973), Třpyt v trávě (1974), Člověk a ocel (1978), Můj kraj (1978), Planeta Země (1980), Prales Mionší (1982), Beskydy (1982), Něco se stalo (1984), Tváří v tvář přírodě (1987), Les (1992), Jeseníky (nedokončeno). Ke stěžejním dílům patří kniha Beskydy, kterou vydalo nakladatelství Olympia v Praze roku 1988.
Své práce publikoval ve více než padesáti českých, slovenských i zahraničních časopisech. Výstavně se prezentoval na desítkách výstav.
Byl nositelem titulu AFIAP (Artiste de la Fédération Internationale de l´Art Photographique), který obdržel od nezávislé švýcarské fotografické organizace v roce 1976. Byl činný ve Svazu českých fotografů a mnoho času věnoval praktickému působení mezi fotografy. Žil v Českém Těšíně.

## Výstavy
Samostatné výstavy

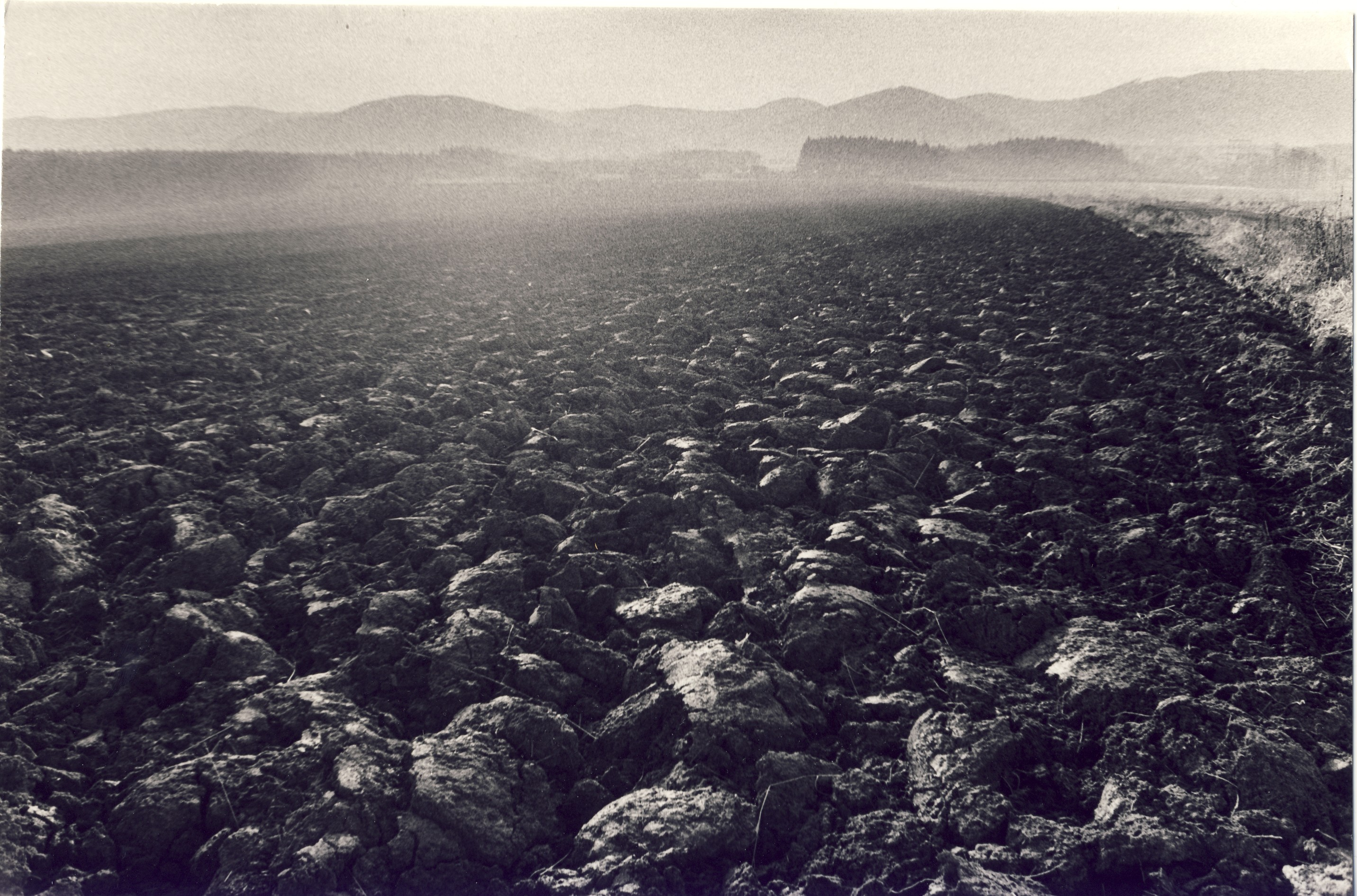
Beskydy, 1983

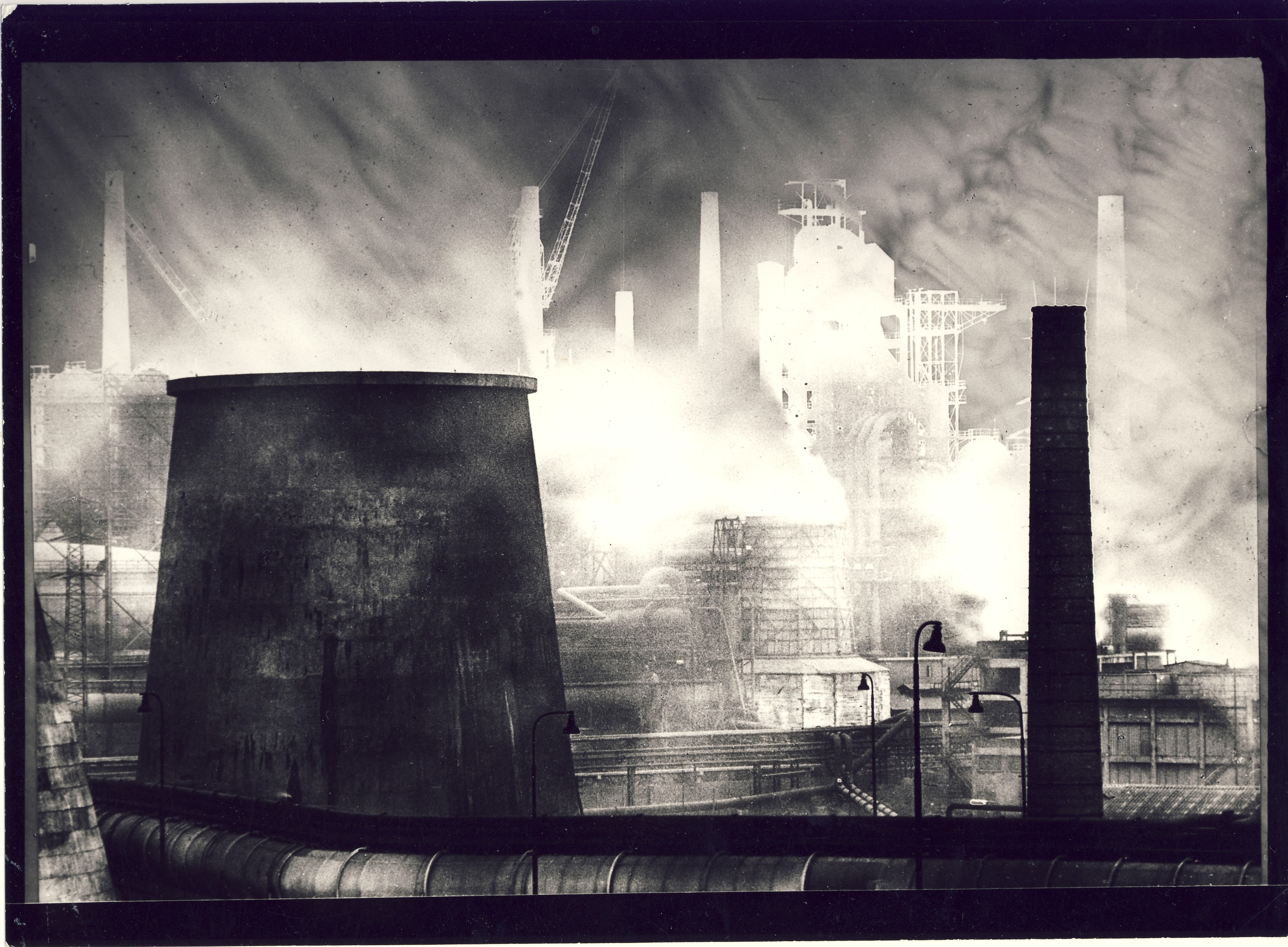
Hutní proměny

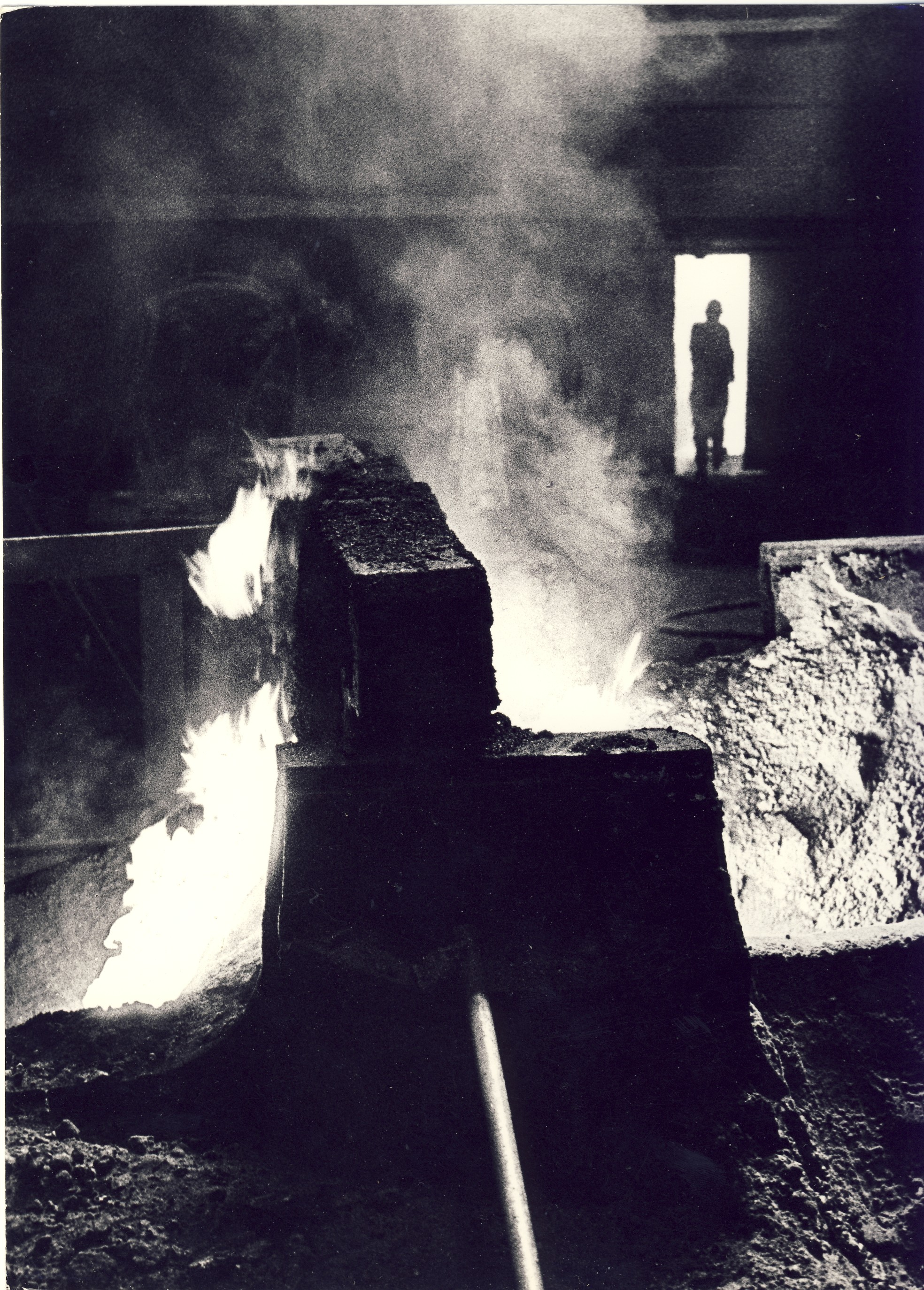
Člověk a ocel

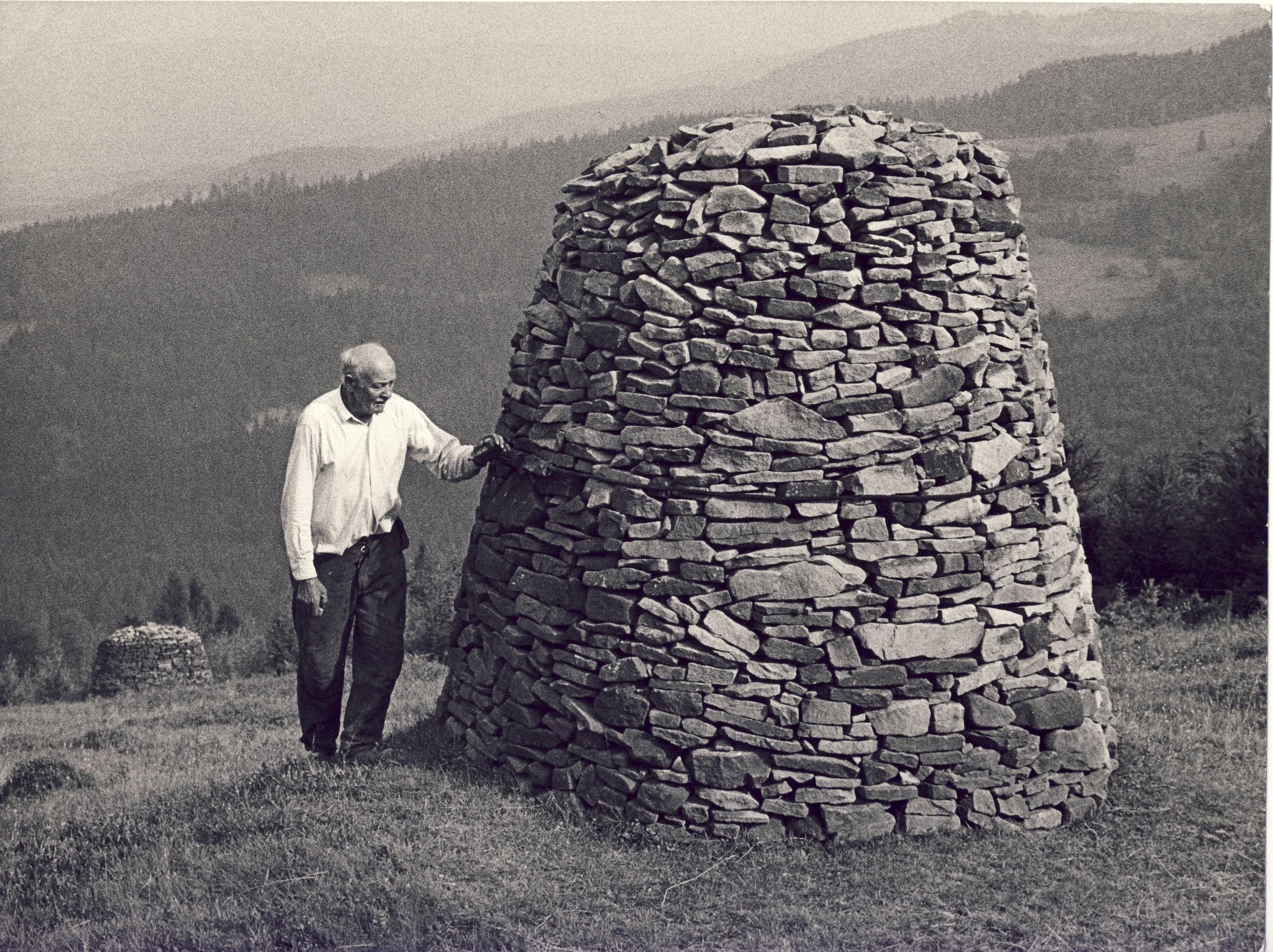
Beskydy – Košařiska, 1967

- Hutní proměny. Jablunkov, kulturní dům (1965)
- Hutní proměny. Praha, Výstavní síň Fotochema (1967)
- Fotografie. Berlín, Bělehrad, Sofie – putovní výstava n.p. Fotochema Hradec Králové (1968)
- Hutní proměny. Frýdek-Místek, OKS (1970)
- Fotochema očima fotografů. Praha, Fotochema (1974)
- Třpyt v trávě. Český Těšín, divadlo (1974)
- Třpyt v trávě. Hukvaldy, hrad (1975)
- Hutě a hutníci. Frýdek-Místek (1975)
- Třpyt v trávě. Frýdek-Místek, OKS (1976)
- Člověk a ocel. Příbor, výstavní síň ČSF (1976)
- Člověk a ocel. Ostrava, Fotochema (1976)
- Člověk a ocel. Orlová, kulturní dům (1978)
- Můj kraj. Lodž, kulturní dům (1976)
- Planeta země. Frýdlant nad Ostravicí, Památník Ferdiše Duši (1980)
- Můj kraj. Hukvaldy, hrad (1980)
- Můj kraj. Frýdek-Místek, OKS (1980)
- Člověk a ocel. Košice, Galerie Nova (1980)
- Beskydy, Prales Mionší. Hukvaldy, hrad (1980)
- Můj kraj. Česká Lípa, výstavní síň ČSF (1983)
- Beskydy, Člověk a ocel. Třinec, kulturní dům (1984)
- Beskydy, Prales Mionší. Frýdlant nad Ostravicí, Památník Ferdiše Duši (1985)
- Člověk a ocel, Beskydy. Ostrava, Fotochema (1985)
- Beskydy, Třpyt v trávě. Karviná, výstavní síň Lázní Darkov (1985)
- Fotografie – autorský profil. Opava, OKS (1985)
- Fotografie – autorský profil. Třinec, kulturní dům (1988)
- Tváří v tvář přírodě. Nový Dvůr u Opavy, arboretum (1989)
- Člověk a ocel. Třinec, kulturní dům (1989)
- Cikáni. Ostrava, Pedagogická fakulta (1990)
- Třpyt v trávě. Ostrava, pedagogická fakulta (1990)
- Fotografie. Frýdek-Místek, Galerie Delta (1990)
- Fotografie – autorský profil. Jablunkov, kulturní dům (1990)
- Fotografie – autorský profil. Příbor, výstavní síň ČSF (1990)
- Fotografie. Český Těšín, divadlo (1991)
- Gotika na Těšínsku. Český Těšín, Muzeum Těšínska (1992)
- Les. Jablunkov, Starý klášter (1994)
- Jan Byrtus – fotografie (profilová výstava k nedožitým 60. narozeninám). Český Těšín, Muzeum Těšínska (1995)
- Třpyt v trávě, Chagall Ostrava (1996)
- Třpyt v trávě, Beskydy. Třinec, Muzeum Třineckých železáren a města Třince (1999)
- Jan Byrtus – fotografie. Český Těšín, Galerie Půda (2000)
- Jan Byrtus – fotografie. Rožňava, Banícké muzeum (2001)
- Retrospektivní výstava, Ostrava, Galerie G7 (2007)
- Třpyt v trávě (výstava připravená k nedožitým 80. narozeninám), Bystřice, Galarie Šíp (2015)
- Beskydy (výstava připravená k nedožitým 80. narozeninám), Mosty u Jablunkova, Gotic (2016)
- Tváří v tvář přírodě (výstava u příležitosti 25. výročí úmrtí autora), Vlastivědné muzeum v Šumperku, (2017)

Účast na některých souborných výstavách doma i v zahraničí
- IFAM. Stuttgart (1970)
- Fotografie a Slezské muzeum. Opava (1971)
- 3. národní výstava amatérské fotografie. Olomouc (1974)
- Fotografie a Slezské muzeum. Opava (1974)
- Krajina v současné amatérské fotografii. Galerie výtvarného umění Hodonín (1975)
- Výtvarníci okresu Frýdek-Místek. Vlastivědné muzeum Frýdek-Místek (1975)
- Portrét v současné amatérské fotografii. Galerie výtvarného umění Hodonín (1976)
- Severomoravský kraj ve fotografii. Hradec nad Moravicí (1978)
- Czechoslovak photography 1918–1978. Profilová výstava ministerstva kultury Londýn (1978)
- Výtvarné Pobeskydí. Vlastivědné muzeum Frýdek-Místek (1980)
- Československo. Krakov (1986)
- Beskydy – hory, které spojují (Beskydy, Prales Mionší). České centrum Varšava (2000)
- Jan Byrtus, fotografie. Místo múz a umění. Zámek Slezské Rudoltice (2016)

## Publikace
Knihy
- BYRTUS, Jan. Beskydy. Praha: Olympia, 1988.
- BYRTUS, Jan. Fotografické techniky. Opava: OKS, 1988.

Katalogy
- Vladimír Remeš: Jan Byrtus (monografie), Profil Ostrava 1982
- Karel Bogar: Jan Byrtus (katalog k výstavě k nedožitým 60. narozeninám), Český Těšín 1995
- Karel Bogar: Jan Byrtus (katalog k výstavě v Galerii G7), Ostrava 2007
- Výtvarní umělci Třinecka, část III. 2014, vydal KPVU Třínec a Galerie města Třince

Knihy – účast
- Československé variace. Praha: Orbis, 1965.
- Severomoravský kraj. Ostrava: Profil, 1971.
- Třinecká ocel. Praha: Merkur, 1974.
- Czechoslovakia. Praha: Pragopress, 1968.
- Ostrava. Ostrava: Profil. 1978.
- Dějiny třineckých železáren obrazem. Praha: Práce, 1979.
- Československo. Praha: Olympia, 1980.
- Fotojahrbuch internacional 1983–84, Leipzig: VEB Fotokinoverlag, 1984.
- 150 let Třineckých železáren VŘSR. Bratislava, Pravda, 1989.
- Encyklopedie českých a slovenských fotografů. Praha: ASCO, 1993, ISBN 80-7046-018-0.
- Havířov. Praha: Debora, 1995.
- Bibliografický slovník Slezska a Severní Moravy, sešit 5, heslo Jan Byrtus. Opava-Ostrava, 1996.
- Těšínsko. I. Přírodní prostředí. Dějiny. Obyvatelstvo. Nářečí. Zaměstnání. edd. Tomolová V., Stolařík I., Štika J. Šenov u Ostravy: Tilia, 1997, ISBN 80-86101-00-2.
- Těšínsko, III. Rodina a obec. Obyčeje. Lidové léčitelství. edd. Štika J., Stolařík I. Šenov u Ostravy: Tilia, 2001. ISBN 80-86101-37-1.
- Těšínsko, IV. Lidová píseň a hudba. Lidový tanec. Prozaická ústní slovesnost. Lidové umění výtvarné. edd. Jaroslav Štika. Šenov u Ostravy: Tilia, 2002. ISBN 80-86101-48-7.
- KORBELÁŘOVÁ, I.–ŽÁČEK, R. Těšínsko – země Koruny české. Český Těšín: Muzeum Těšínska, 2008, ISBN 978-80-86696-10-2.
- SUDEK, J., JANDA, R., THIEL, H., BYRTUS, J., BURDA, R., BICHLER, V., HELBICH, P. Prales Mionší. Praha: Kant, 2009.
- JEŽ, Radim, PINDUR, David a kol., Mosty u Jablunkova, Včera a dnes. Český Těšín, Muzeum Těšínska, 2014, ISBN 978-80-86696-37-9.
- Petr Maršálek – David Pindur a kolektiv, Frýdlant nad Ostravicí, Pohledy do minulosti. Wart, Třinec 2017, ISBN 978-80-905079-6-8. obr. 252, 322, 323.
- Radim Jež, David Pindur, Henryk Wawreczka a kolektiv, Český Těšín 1920 – 2020, Wart, Český Těšín – Ostrava – Třinec 2020.